# Punta Cholchol
Punta Cholchol är en udde i Antarktis. Den ligger på Adelaide Island i Västantarktis. Argentina, Chile och Storbritannien gör anspråk på området. Namnet har getts av chilenska myndigheter. Argentinska myndigheter kallar den Cabo Rosario.
Terrängen inåt land är kuperad åt sydväst, men åt sydost är den platt. Havet är nära Punta Cholchol åt nordost. Trakten är glest befolkad. Närmaste befolkade plats är den brittiska  Rothera Research Station, 19,7 kilometer söder om Punta Cholchol.